# فرودگاه بردیانسک
فرودگاه بردیانسک (به انگلیسی: Berdyansk Airport) یک فرودگاه همگانی با کد یاتا ERD است که یک باند فرود بتن دارد و طول باند آن ۲۵۰۰ متر است. این فرودگاه در شهر بردیانسک کشور اوکراین قرار دارد و در ارتفاع ۵۲ متری از سطح دریا واقع شده‌است.